# Йохансен, Ялмар Петер
Ялмар Петер Мартин Йохансен (дат. Hjalmar Peter Martin Johansen; 1 ноября 1892, Копенгаген — 9 декабря 1979, Копенгаген) — датский гимнаст, бронзовый призёр летних Олимпийских игр 1912 года в командном первенстве по произвольной системе.